# Evo Morales Ayma
Evo Morales Ayma (castellà: Juan Evo Morales Ayma)  (Oruro, 26 d'octubre de 1959) és un dirigent camperol, polític i activista bolivià d'origen amerindi, uru-aimara, i parlant d'aimara. Primer president indígena de Bolívia. Dirigent del Movimiento al Socialismo (MAS).

## Biografia
A principis dels anys 80, amb la seva família emigrà del seu poblat miner del departament d'Oruro, cap a l'est de Bolívia cercant un futur més digne. S'establí a Chapare, on es dedicà a l'agricultura, majoritària la regió, inclosos els cultius de coca. Durant els 90, començà a prendre part de les lluites dels cocalers contra el govern del president i ex-dictador Hugo Banzer Suárez, que intentà l'erradicació d'aquest cultius a instàncies dels Estats Units portant a la misèria milers de famílies indígenes i zones agrícoles senceres. Morales formà part d'una federació de camperols plantadors de coca, que defensa que els cultius són part de la cultura ancestral dels indígenes.
Com a líder dels cocalers de la regió, Evo Morales fou escollit membre del Congrés l'any 1997 en representació de les províncies de Chapare i Carrasco de Cochabamba, amb el 70% dels vots del districte electoral. L'any 2002, després que li fos retirat el seu escó per la suposada participació en revoltes antieradicació del mes de gener, es presentà a les eleccions presidencials i legislatives del 27 de juny, al capdavant del MAS (Moviment Al Socialisme) i recollint un gran suport de les classes empobrides i la majoria indígena, convertint-se en la principal força de l'oposició a la dreta i la classe política governant.
L'any 2005 tornà a encapçalar les llistes en les eleccions presidencials del 18 de desembre, amb un programa que feia especial èmfasi en la nacionalització dels recursos naturals, especialment el gas del ric subsòl bolivià, i la reinversió dels beneficis d'aquest en programes socials, això com en la legalització dels cultius de coca. Fou elegit president amb el 51% dels vots sobre el seu rival, el neoliberal Jorge Quiroga.
Morales s'ha declarat antiimperialista i ha manifestat el seu suport als presidents i líders de l'esquerra llatinoamericana Fidel Castro, Lula, i sobretot, Hugo Chávez.
El 29 d'abril de 2006, a la cimera de l'Havana (Cuba) Morales va subscriure el tractat internacional conegut com a Alternativa Bolivariana de les Amèriques (ALBA), del que ja formaven part Cuba i Veneçuela. Pocs dies després, l'1 de maig, en compliment del seu programa electoral, Morales va decretar la nacionalització dels hidrocarburs bolivians, mesura que afecta importants multinacionals estrangeres i que va aixecar un reguitzell de crítiques en una part de la comunitat internacional.

### Polítiques econòmiques, socials i culturals
Durant els seus governs, Bolívia va nacionalitzar nombrosos recursos naturals com el gas i les mines d'estany, enfrontant-se en llargues batalles legals amb les companyies multinacionals. Promogué la inversió dels recursos del país en polítiques de redistribució i programes socials, sanitaris i educatius. La probresa es va reduir en un 42% i al pobresa extrema un 60%. La taxa d'analfabetisme es reduí del 13% a menys del 3% en 12 anys.
Els seus governs van introduir el reconeixement de la plurinacionalitat de Bolívia, així com l'ensenyament de les llengues pròpies com l'aimarà, quitxua, guaraní. I mesures per acabar amb al discriminació de la població indígena, històricament absent del poder.
Les seves mesures econòmiques i polítiques a favor de les majoria populars i indigenes històricament excloses li van suposar la forta oposició de les classes riques i les elits polítiques, així com dels Estats Units d'Amèrica.

### Cop d'Estat
L'octubre de 2019, després que Evo Morales es proclamés guanyador de les eleccions, amb el 47% dels vots enfront del candidat de la dreta Carlos Mesa, amb el 36,5%, l'oposició l'acusa de frau electoral i inicià una campanya de violentes protestes. L'Organització d'Estats Americans constatà que hi havia hagut falsificacions d'actes i errors en la custòdia dels vots. Morales acceptà repetir les eleccions, però el 10 de novembre, els militars exigien la renúncia de Morales, que va deixar el càrrec el 10 de novembre per evitar un enfrontament civil. Malgrat tot, grups de l'oposició, policies i militars iniciaren una persecució dels membres del govern i del partit Moviment al Socialisme, segrestant, agredint i amenaçant diputats i càrrecs electes.
A partir del 10 de novembre i durant els dies següents els opositors colpistes atacaren la seva casa i els seus familiars, saquejaren i incendiaren residències de nombrosos representants polítics d'esquerres. Morales es refugià primer a la regió de Cochabama, rebent la protecció de la població, l'11 de novembre s'exilià a Mèxic, junt amb el vicepresident Álvaro García Linera, acollits pel govern progressista de Andrés Manuel López Obrador que li donà asil polític.
El 13 de novembre, la líder opositora Jeanine Añez, advocada que havia presentat un programa de televisió, considerada per alguns com a molt conservadora o racista per les seves declaracions contra les comunitats indígenes bolivianes, era proclamada presidenta interina en un parlament amb l'absència de la majoria de diputats de l'esquerra, als quals la policia impedí l'entrada, entre ells la presidenta del senat Adriana Salvatierra, del MAS, que hauria d'assumir el càrrec de la presidència com li pertocava constitucionalment.
Nombrosos països com Mèxic, Veneçuela, Russia, Argentina, Nicaragua, Uruguai, Cuba o Xina van condemnar el cop d'estat. El conjunt de forces de l'esquerra i sindicats llatinoamericans i d'arreu del món també condemnà el cop. Dirigents polítics com el laborista britànic Jeremy Corbyn o el demòcrata nord-americà Bernie Sanders denunciaren el cop i reclamaren el retorn de la democràcia. Forces polítiques i socials catalanes com la CUP, En Comú Podem, o l'Assemblea Nacional Catalana també condemnaren el cop. Poc després el president dels Estats Units d'Amèrica, Donald Trump, i el de brasil, l'ultradretà Jair Bolsonaro reconegueren l'autoproclamada presidència d'Añez.